# One in a Million (canción de Guns N' Roses)
«One in a Million» es una canción de la banda de hard rock estadounidense Guns N' Roses. Es la octava pieza de su álbum G N' R Lies y fue editada en 1988. La letra describe al cantante Axl Rose y su experiencia tras ser atracado en la estación de bus de Greyhound tras llegar a Los Ángeles.

## Controversia
La letra de la canción causó gran controversia en otros grupos, así como acusaciones de homofobia y racismo, actitudes antirreligiosas y antipolicíacas en contra del vocalista y autor de las letras de Guns N' Roses.
La portada del G N' R Lies, que fue diseñada como la página frontal de un periódico, contiene una disculpa anticipada por la letra de la canción. Un pequeño artículo titulado One in a Million, con el apellido de Rose en los créditos, dice "esta canción es muy simple y extremadamente genérica y generalizadora, mis disculpas a aquellos que puedan sentirse ofendidos".
El uso de la palabra "faggots" (maricas), llevó a la controversia y protestas de grupos homosexuales. También ocasionó a la exclusión de Guns N' Roses de un programa benéfico contra los enfermos de sida Gay Men´s Health Crisis de Radio City Music Hall en 1989. Como respuesta de las acusaciones, Rose, dijo que "el único problema qué tenía con los homosexuales era qué no entendía cuando algunos hombres gais, intentan seducirte o alguna mierda y se enojan cuando les dices que eres heterosexual y que quieres que te dejen de molestar. Pero no, yo soy simplemente un homofóbico". También resaltó que muchos de sus ídolos, como por ejemplo Freddie Mercury, Elton John o David Geffen, jefe de su sello discográfico Geffen Records, eran bisexuales u homosexuales.
Finalmente agregó:
Simplemente no me interesa la orientación sexual de la gente, "creo que las personas deben ser libres de estar con quien ellas quieran y elijan, siempre y cuando sea un relación consensuada y entre mayores de edad,
solo me molesta que me jodan".
Poco antes de lanzar el álbum, miembros de la banda intentaron en vano hacer que Rose desechara la canción. El guitarrista Slash, cuya madre es negra, aseguró que "solamente diré que yo no estaba a favor de la canción y rechacé tocarla en los conciertos". A pesar de su comentario, Slash la tocó dos veces entre 1987 y 1988.
Otros, incluyendo a sus colegas del mundo de la música, le acusaron de racista por el uso de la palabra "niggers" (negratas) en la canción. En muchas oportunidades, Axl defendió el uso de la palabra "nigger". En una entrevista en 1989, dijo haber usado esa palabra para definir "alguien que es, básicamente, un dolor más en tu vida, un problema... la palabra "nigger" no es necesariamente una expresión racista (con intenciones peyorativas)" y refirió la canción de John Lennon Woman is the nigger of the world haciendo una comparación del uso de la palabra en un contexto positivo. Rose también argumentó sobre el uso de la palabra por la banda N.W.A. (Niggaz Wit Attitudes) y, ocasionalmente, se le fotografió usando una gorra de la banda. También ha grabado algunas pistas, aun inéditas, con el miembro principal de dicha agrupación, Eazy-E.
Algunas veces comentaba sobre las razones personales que le llevaron a escribir una letra con ese contenido, alegando sentirse intimidado por mercaderes negros vendiendo sus "cadenas de oro".
En 1992, Rose diría lo siguiente sobre la canción 

Me equivoque con esa canción, estaba enojado con algunas personas negras, las cuales me habían robado, quería hacer sentir mal a ese grupo de personas, no a comunidades enteras.
Yo estaba molesto con algunas personas negras que me habían intentado robar, quise insultar a esta gente negra en particular, yo no la utilice para insultar a todas las personas negras o para apoyar el racismo. 
En años posteriores dijo:
"me enfadé mucho cuando esas personas me robaron. Quise insultar a esas personas en particular, no apoyar al racismo". En su última referencia pública sobre el tema, Rose dijo que quería usar la palabra porque era un tabú y aclaró que no usó la palabra en el sentido racista. "Era una forma de expresar mi ira y cuán vulnerable me sentí en ciertas situaciones en mi vida. No es una canción que escribiría hoy", declaró.
Sobre la hostilidad con los policías, Axl mencionó. 
Tú sabes, siempre he tenido problemas con ellos, no quiero generalizar, pero, algunos se comportan de forma tan estúpida, no tienen criterio, son como perros rabiosos sin correa.
Axl, cito una vez que fue detenido al salir un momento a la calle con una botella de alcohol y también una vez que fue molestado y detenidos junto a unos amigos por unos policías solo por su apariencia.
"Estaba en Sunset Strip, estábamos en una fiesta y salí un momento a la calle con una cerveza, buscaba algo en el auto de un amigo, y llegan dos oficiales y me dicen 'Estas detenido por estar consumiendo alcohol en la vía pública', ellos ni siquiera te dejan hablar, simplemente te meten al calabozo y estas jodido".
"Y una vez, con unos amigos, estábamos caminando y nos para una patrulla, nos tiraron contra la pared y nos esposan. Ellos creían, qué por nuestra apariencia, éramos unos delincuentes. Nos dijeron, "tienen el cabello largo, tatuajes y estaban fumando marihuana". De verdad, tener el cabello largo y tener tatuajes es una excusa para que te traten como un delincuente y se olviden de tus derechos. Estábamos fumando marihuana, si, pero esa mierda es inofensiva, nunca se preocupan de que al otro lado de la ciudad se pasen crack libremente en cada esquina. Finalmente, nos metieron al calabozo por una noche, con la excusa de que teníamos marihuana.
Sobre temas religiosos, el músico se explayó y dijo no tener interés en la religión.
Simplemente no me interesa nada que tenga que ver con eso, es un mundo muy tóxico. Mi familia era muy religiosa, conozco la religión, la Biblia, la iglesia y a los creyentes muy bien. Y crecí viéndolos comportarse como unos hipócritas, que solo se dedicaban a competir en quién era más puro, quien era más salvo, quien se iba al infierno y al cielo, y por la espalda se dedicaban a juzgar a todas las personas, incluido a otros creyentes, se comportaban como ególatras que se creían dueños de la verdad, solo ellos tenían la razón, una actitud bastante molesta, ellos podían juzgar e insultar a todos, pero nadie podía decirles algo. Realmente estoy totalmente alejado de la religión y todo eso porque no tengo buenos recuerdos de ello.
El músico también fue acusado de antiinmigración, Rose se defendió diciendo lo siguiente:
Mi único problema, es con algunos inmigrantes, los cuales no respetan nuestra cultura y quieren que nosotros nos adaptemos y hagamos todo a su manera, son ellos los que vienen a este país, nosotros los recibimos bien. Si queremos mantener un buen clima, que ellos también pongan de su parte.
En mayo de 2018, Guns N' Roses anunció el lanzamiento de una setbox por el aniversario del Appetite For Destruction, la cual incluye material del mencionado disco y del G N' R Lies, pero que excluye «One in a Million» de toda la edición especial.